# Adhezní smlouva
Adhezní smlouva je smlouva, v níž jedna smluvní strana stanoví veškeré smluvní podmínky a druhá smluvní strana má pouze možnost smlouvu přijmout, nebo nepřijmout, bez skutečného vlivu na její obsah. Vystihnout to lze úslovím „ber, nebo nech být“ (angl. take it or leave it).
Adhezní smlouvy jsou efektivní, protože přináší úsporu času, např. využitím předem připravených formulářů, nicméně smluvní strana, která nemá možnost podobu smluvních podmínek ovlivnit, se ocitá ve slabším postavení. V praxi se používají zejména vůči spotřebitelům, např. při uzavírání smluv o dodávce energií, o sjednání úvěrů nebo pojištění apod. Uzavírají se tedy tam, kde se vyskytuje vysoký počet standardizovaných smluv; z tohoto hlediska je to postup racionální a ekonomicky účelný. Může se však stát, že tímto způsobem silnější smluvní strana vnutí slabší straně smluvní podmínky výhodné pro sebe a nevýhodné pro druhou stranu.
Český občanský zákoník uzavírání smluv adhezním způsobem upravuje v § 1798–1801 a stanoví vyvratitelnou právní domněnku, že použije-li se k uzavření smlouvy formulář užívaný v obchodním styku nebo jiný podobný prostředek, jde o smlouvu adhezní. Slabší stranu pak chrání tak, že pro každou ve smlouvě obsaženou doložku vždy platí:
- odkazuje-li na podmínky uvedené mimo vlastní text smlouvy, je platná pouze, byla-li slabší strana s ní a jejím významem seznámena nebo prokáže-li se, že význam doložky musela znát,
- jestliže ji lze přečíst jen se zvláštními obtížemi nebo je-li pro osobu průměrného rozumu nesrozumitelná, je platná pouze, nepůsobí-li slabší straně újmu nebo prokáže-li druhá strana, že slabší straně byl význam doložky dostatečně vysvětlen,
- pokud je pro slabší stranu bez rozumného důvodu zvláště nevýhodná, zejména odchyluje-li se smlouva závažně a bez zvláštního důvodu od obvyklých podmínek ujednávaných v obdobných případech, je neplatná.